# Barbery (Oise)
Barbery település Franciaországban, Oise megyében. Lakosainak száma 532 fő (2022. január 1.). Barbery Brasseuse, Borest, Chamant, Montépilloy, Mont-l’Évêque, Rully és Villers-Saint-Frambourg-Ognon községekkel határos.

## Népesség
A település népességének változása:
| Lakosok száma | 558  | 562  | 575  | 572  | 574  | 578  | 563  | 547  | 532  |
|               | 2013 | 2015 | 2016 | 2017 | 2018 | 2019 | 2020 | 2021 | 2022 |